# Euphranta cassiae
Euphranta cassiae
 es una especie de insecto del género Euphranta de la familia Tephritidae del orden Diptera. 
Munro la describió científicamente por primera vez en el año 1938.